# Thai Airways International

Thai Airways (THAI)(tajski: บริษัท การบินไทย จำกัด (มหาชน)) je nacionalni zračni prijevoznik iz Tajlanda. Tvrtka ima središte u zračnoj luci Suvarnabhumi, Bangkok. THAI je jedan od osnivača udruženja Star Alliance. Ostali su: Lufthansa, Air Canada, Scandinavian Airlines System, i United Airlines. Najveći je dioničar niskotarifnog zračnog prijevoznika Nok Air s 49% udjela, a sredinom 2012. pokrenuli su i regionalnog zračnog prijevoznika Thai Smile.
THAI leti prema 75 odredišta u 35 zemalja, koristeći flotu od preko 80 zrakoplova. Tvrtka je svojevremeno letjela na dva najduža neprekinuta leta povezujući Tajland s Los Angelesom i New Yorkom. Ovi letovi su ukinuti 2012. zbog rasta cijena goriva, ograničenja mase prtljage te rasta zračnih pristojbi. THAI je prva azijska tvrtka koja je uvela let za Heathrow. 

Tvrtku su 1960. osnovala druga dva zračna prijevoznika Thai Airways Company iz Tajlanda i europska tvrtka Scandinavian Airlines System koja je imala udjel od 30%. Vlada Tajlanda je 1977. otkupila sav udjel od SAS-a i postala jedini dioničar tvrtke. Godine 1980. je došlo do spajanja dva prijevoznika iz Tajlanda u jedan - Thai Airways International.

## Flota
Thai Airways flota se sastoji od sljedećih zrakoplova (studeni 2013.):
* F, C i Y su kodovi koji označavaju klasu sjedala u zrakoplovima, a određeni su od strane Međunarodne udruge za zračni prijevoz. 

## Korporativna ulaganja
Thai Airways im udjele u sljedećim tvrtkama:
- Thai Amadeus Southeast Asia Company Ltd. (55 %)
- Donmuang International Airport Hotel Company Ltd. (40 %)
- Phuket Air Catering Company Ltd. (30 %)
- Royal Orchid Hotel (Thailand) Public Company Ltd. (24 %)
- Bangkok Aviation Fuel Services Public Company Ltd. (22,59 %)
- Suvarnabhumi Airport Hotel Company Ltd. (30 %)
- Nok Air Company Ltd. (49 %)
- WingSpan Services Company Ltd. (49 %)
- Thai Flight Training Company Limited (49%)